# ناثان بيفي
ناثان بيفي (بالإنجليزية: Nathan Peavy)‏ مواليد 31 مارس 1985 في دايتون، هو لاعب كرة سلة أمريكي بورتوريكي معتزل. بدأ مسيرته الاحترافية في سنة 2007. لعب في دوري بورتوريكو لكرة السلة. حمل الرقم 31. يبلغ طوله 6 قدم 8 بوصة (2.0 م).

## المسيرة الاحترافية
لعب مع أرتلاند دراغونز في الدوري الألماني من سنة 2009 إلى 2011، ثم لعب مع ألبا برلين في موسم 2012–2013، ثم لعب مع بيراتاس دي كويبراديلاس في سنة 2014.

## إحصائيات المسيرة

### بطولات الدوري المحلية
| الموسم  | الفريق          | الدوري                     | لعب | دقيقة | ميداني% | ثلاثية | حرة  | ارتداد | صنع | SPG | تصدي | نقطة |
| ------- | --------------- | -------------------------- | --- | ----- | ------- | ------ | ---- | ------ | --- | --- | ---- | ---- |
| 2007-08 | ديجيبو          | الدوري الألماني لكرة السلة | 34  | 22.0  | .509    | .478   | .630 | 3.8    | .5  | .6  | .5   | 9.4  |
| 2008-09 | ديجيبو          | الدوري الألماني لكرة السلة | 28  | 28.3  | .513    | .393   | .712 | 5.1    | .9  | .8  | .3   | 13.9 |
| 2009    | بايامون         | دوري بورتوريكو لكرة السلة  | 27  | 20.0  | .513    | .405   | .787 | 4.1    | 1.3 | .5  | .6   | 10.0 |
| 2009-10 | أرتلاند دراغونز | الدوري الألماني لكرة السلة | 34  | 24.3  | .573    | .447   | .669 | 3.9    | 1.2 | .4  | .3   | 11.2 |
| 2010-11 | أرتلاند دراغونز | الدوري الألماني لكرة السلة | 33  | 23.9  | .514    | .381   | .722 | 5.2    | 1.0 | .4  | .5   | 10.8 |
| 2011    | بايامون         | دوري بورتوريكو لكرة السلة  | 7   | 25.6  | .571    | .375   | .811 | 4.7    | 1.6 | .6  | 1.9  | 13.7 |
| 2011-12 | أرتلاند دراغونز | الدوري الألماني لكرة السلة | 40  | 26.7  | .565    | .434   | .749 | 6.3    | 1.7 | .4  | .5   | 13.8 |

## روابط خارجية
- ناثان بيفي على موقع الاتحاد الدولي لكرة السلة (الإنجليزية)
- ناثان بيفي على موقع كرة السلة الأوروبية.كوم (الإنجليزية)
- ناثان بيفي على موقع كلية كرة السلة في سبورتس رفرنس.كوم (الإنجليزية)
- ناثان بيفي على موقع ريلجم (الإنجليزية)
- ناثان بيفي على موقع بروبوليرز (الإنجليزية)
- ناثان بيفي على موقع سبورتس رفرنس (الإنجليزية)